# Ілле
Ілле (угор. Üllő) — місто в медьє Пешт, регіон Центральна Угорщина, Угорщина.
Кадастрова площа — 48,12 км².
Населення — 10 701 особа (станом на 1 січня 2015 року).